# Visakhapatnam (dystrykt)
Visakhapatnam (ang. Visakhapatnam district, telugu విశాఖపట్టణం) – jeden z 23 dystryktów indyjskiego stanu Andhra Pradesh. Położony jest na północno-wschodnim wybrzeżu tego stanu pomiędzy  17°15' a 18°32' N oraz 81°54' a 83°30' E. Na zachodzie  i na północy sąsiaduje ze stanem Orisa, na północy również częściowo z dystryktem Vizianagaram. Na południu graniczy z dystryktem East Godavari, a na wschodzie opiera się o Zatokę Bengalską.

## Topografia
Z topograficznego punktu widzenia można tu wyróżnić dwie strefy: bardziej zaludnioną nadbrzeżną, równinną oraz mniej zaludnioną – wyżynną (zwaną tu po angielsku Agency Division). Wysokość pierwszej nie przekracza 75 m n.p.m. Równina ta przecięta jest rzekami Sarada, Varaha oraz Thandava praktycznie bez żadnych śladów sztucznych systemów irygacyjnych. Wzdłuż linii brzegowej rozciąga się cała seria piaszczystych i słonych mokradeł. Na pewnych fragmentach pasa nadmorskiego wzgórza przybliżają się do brzegu tworząc naturalne porty, w tym Visakhapatnam – największy naturalny port w tym obszarze geograficznym. Drugą strefę tworzy masyw Wschodnich Ghatów z wysokością ok. 900 m n.p.m. i kilkoma szczytami przekraczającymi 1200 m n.p.m. pokryty rozległym lasem Sankaram. Korzystna konfiguracja terenu pozwoliła tu na wybudowanie  kilku budowli hydroenergetycznych.

## Klimat
Klimat tego dystryktu jest bardzo zróżnicowany w zależności od miejsca. W pasie przybrzeżnym klimat jest wilgotny i stosunkowo łagodny. W miarę przesuwania się w głąb lądu staje się gorętszy, ale w obszarach górskich jest chłodny. Przed grudniem temperatura spada  do ok. 18,8 °C w czasie południowo-zachodniego monsunu. Odwrotna sytuacja ma miejsce pod koniec maja, gdy temperatura osiąga swe maksimum 37,4 °C (pomiary w stacji meteorologicznej na lotnisku Visakhapatnam). Suma rocznych opadów sięga 1200 mm, z czego 53,9% przypada na monsun południowo-zachodni, 24,8% na monsun północno-wschodni. Pozostałe opady przypadają na krótkie letnie „prysznice” (ang. showers) oraz opady zimowe. Mimo wysokiej rocznej sumy opadów, dystrykt odczuwa dotkliwie brak wody na skutek małej retencji spowodowanej brakiem właściwie zaprojektowanego systemu irygacyjnego.

## Gleby i wykorzystanie ziemi
W dystrykcie Visakhapatnam dominują przesiąkliwe czerwone gliniaste gleby ferralitowe o słabej teksturze, obejmując swoim zasięgiem 69,9% wsi dystryktu. Gleby piaskowe stanowią 19,2% terenu i zlokalizowane są głównie w pasie nadbrzeżnym. Niewielkie ilości czarnoziemu występują w pięciu talukach: K.Kotapadu, Devarapalli, Cheedikada, Paderu oraz Hukumpeta. Ocenia się, że W całym dystrykcie aż 45% gleb ma niską zawartość składników organicznych. Z całej powierzchni dystryktu 30,5% jest ziemią orną, natomiast 42,1% stanowią lasy. Pozostała część klasyfikowana jest jako „nieurodzajne i nie nadające się do uprawy” (11,6%) oraz „ziemia przeznaczona do użytku poza-rolnego” (8,9%). 

## Gospodarka rolna, hodowlana i rybołówstwo
Gospodarka rolna jest głównym źródłem utrzymania prawie 70% gospodarstw. Ryż (szczególnie niełuskany) stanowi główny produkt spożywczy ludności dystryktu. Wśród ważnych roślin uprawianych tu należy wymienić trzcinę cukrową, orzeszki ziemne, sezam i chilli. Z uwagi na słabość miejscowych systemów irygacyjnych plony są niskie. Ważną rolę gospodarczą odgrywa hodowla zdominowana przez zwierzęta dostarczające mleko, w tym owce i kozy. Rybołówstwo skupia się głównie w 59 wioskach rybackich rozciągniętych wzdłuż 132 km wybrzeża dając zatrudnienie 13 000 rodzin rybackich. Nieznaczna część odłowów pochodzi  ze zbiorników zaporowych  Thandava i Raiwada.

## Minerały
W dystrykcie Visakhapatnam występują liczne surowce mineralne, w tym:  boksyt, apatyt, kalcyt, mika, kwarc, czerwona i żółta ochra, skały wapienne i złoża gliny.

## Przemysł
Na szybki rozwój przemysłu w tym dystrykcie oddziaływały rozmaite czynniki, wśród których w pierwszym rzędzie należy wymienić decyzję o utworzeniu bazy Marynarki Wojennej Indii w stolicy dystryktu. Decyzja ta pociągnęła za sobą rozwój przemysłu metalurgicznego (w tym hutniczego), przemysłu stoczniowego, rafineryjnego i tworzyw sztucznych. Konieczność zapewnienia dla armii odpowiedniej logistyki pociągnęła za sobą rozwój przemysłu i przetwórstwa rolniczego (nawozy sztuczne, cukrownie, młyny, cegielnie). Łącznie cały projekt przewidywał docelowe utworzenie 25 000 miejsc roboczych. Z danych statystycznych za lata 2002–2003 wynika, że w dystrykcie zarejestrowano 1063 fabryki zatrudniające 77 203 pracowników. Ze znaczących zakładów wielkiego przemysłu wyróżnia się tu następujące firmy:  Hindustan Shipyard, Hindustan Petroleum Corporation, Coromandal Fertilisers, Bharat Heavy Plates and Vessels, L.G.Polymers Ltd., Hindustan Zinc Plant, Visakhapatnam Steel Plant.

## Transport i łączność
Łączna długość dróg w dystrykcie wynosi 7 336 km, w tym Droga Krajowa Nr 5 – 134 km i drogi stanowe – łącznie 277 km. W latach 2002–2003 zarejestrowano 390 322 pojazdów w tym 326 295 motocykli. W dystrykcie jest 660 urzędów pocztowych, 7 urzędów telegraficznych oraz 96 central telefonicznych obsługujących 156 993 abonentów dystryktu.

## Literatura
- Encyklopedia Geograficzna Świata, Tom VI, AZJA, Wydawnictwo OPRES, Kraków, 2000, str. 292.